# Lewis Cantley
Lewis C. Cantley (20 de fevereiro de 1949) é um biólogo celular e bioquímico estadunidense.